# Clara Zollikofer
Clara Zollikofer (* 12. März 1881 in St. Gallen; † 1. März 1975 Zürich) war eine Schweizer Botanikerin, Privatdozentin und Titularprofessorin für Botanik an der Universität Zürich.

## Leben und Wirken
Clara Zollikofer, Tochter einer angesehenen St. Galler Familie, wurde durch den Besuch der Gartenbauschule für Frauen in Godesberg angeregt, sich mit pflanzenphysiologischen Problemen zu befassen und studierte anschliessend an verschiedenen deutschen Hochschulen. Mit einer Untersuchung zur Statolithentheorie promovierte sie 1918 bei Gottlieb Haberlandt an der Friedrich Wilhelms-Universität zu Berlin. Ihre Kenntnisse auf dem Gebiet der Wachstums-, Bewegungs- und Entwicklungsphysiologie der Pflanzen erweiterte sie durch einen Aufenthalt im Laboratorium von Frits Went in Utrecht. Zu ihrem definitiven Tätigkeitsfeld wählte die junge Botanikerin nach Abschluss ihrer Studien in Holland das Institut für allgemeine Botanik an der Universität Zürich. Hier erhielt sie 1921 die Venia Legendi als Privatdozentin für Botanik mit spezieller Berücksichtigung der Physiologie und der Morphologie. In Anerkennung ihrer Tätigkeit wurde sie 1933 zur Titularprofessorin ernannt. 1949 erfolgte ihr altershalber Rücktritt.

## Werke (Auswahl)
- Über das geotropische Verhalten entstärkter Keimlinge und den Abbau der Stärke in Gramineen-Koleoptilen, Beiträge zur allgemeinen Botanik 36, 1918
- Über die Wirkung der Schwerkraft auf die Plasmaviskosität, Beiträge zur allgemeinen Botanik 37, 1918
- Über den Einfluss des Schwerereizes auf das Wachstum der Koleoptile von Avena Sativa, 1922
- Über geotropische Krümmungen von Paniceen-Coleophilen bei gehemmter Reizleitung, Planta 2, 1926
- Über Dorsiventralitätskrümmungen bei Keimlingen von Panicum und Sorghum und den Einfluss der Koleoptile auf das Mesokotylwachstum, Recueil des travaux botaniques néerlandais 25a, 1928
- Untersuchungen zur floralen Bewegung von Tussilago Farfara, Zeitschrift für Botanik 21, 1929
- Untersuchungen zum Fertilitätsproblem der Heterostylen, Planta 16, 1932
- Zur Wirkung des Follikelhormons auf Pflanzen, Berichte der Deutschen Botanischen Gesellschaft 54, 1936
- Zur Wirkung von Oestron und Thyroxin auf ruhende Knospen, Berichte der Deutschen Botanischen Gesellschaft 57, 1939
- Diäthylstilböstrol als «Wuchsstoff», Verhandlungen der Schweizerischen Naturforschenden Gesellschaft, 1941